# 프랑켄슈타인의 유령
프랑켄슈타인의 유령(The Ghost Of Frankenstein)은 미국에서 제작된 얼 C. 켄튼 감독의 1942년 드라마, 판타지, 공포, SF 영화이다. 세드릭 하드윅 등이 주연으로 출연하였고 조지 와그너 등이 제작에 참여하였다.

## 출연

### 주연
- 세드릭 하드윅
- 랄프 벨라미

### 조연
- 리오넬 앳윌
- 벨라 루고시
- 이블린 앵커스
- 자넷 앤 갤로우
- 도리스 로이드
- 레일랜드 호지슨
- 올라프 하이튼
- 홈즈 허버트
- 론 채니 주니어
- 리처드 알렉산더
- 리오넬 벨모어
- 콜린 클라이브
- 해리 코딩
- 조지 엘디리지
- 드와이트 프라이어
- 로렌스 그랜트
- 오토 호프만
- 브랜든 허스트
- 마이클 마크
- 지미 필립스
- 윌리엄 스미스
- 어니 스탠튼
- 줄리어스 태넌
- 해리 텐브룩
- 글렌 월터스
- 자넷 워렌

## 제작진
- 세트: 러셀 A. 고스맨
- 의상: 베라 웨스트